# Laudy
Laudy, latinsky Laudes (jako plurál výrazu laus ‚sláva, chvála, chvalozpěv‘), nebo též ranní chvály, jitřní modlitba či jen jitřní, je liturgie denní modlitby v římskokatolické, starokatolické, anglikánské a evangelicko-luteránské církvi.

## Označení
Název laudes se odvozuje od „chvaložalmů“ (Žalmy 148 až 150), jež po staletí tvořily součást liturgického jitřního chvalopění. Laudes se zpívají při ranním rozbřesku, tedy mezi 6. a 8. hodinou. Jejich původ můžeme spatřovat při raně křesťanských jitřních obecních shromážděních, při nichž bylo připomínáno zmrtvýchvstání Krista.
Starší označení jako matutinum ([hora] matutina ‚ranní hodinka‘) přešlo na vigilie. Dnešní souhrnné označení laudes jsou vlastně laudes matutinae. Druhý vatikánský koncil označil laudy jako preces matutinae ‚ranní modlitby‘. Laudy a nešpory (preces vespertinae ‚večerní modlitby‘) jako nejdůležitější horae (Horae praecipuae) tvořící „dvojité těžiště denních modliteb“ (duplex cardo Officii cotidiani) (SC 88).

## Skladba
- Invitatorium, jsou-li laudy první modlitbou, jinak úvodní versikl
- Hymnus
- Psalmodie: ranní žalmopění, starozákonní canticum, oslavný žalm, vždy s antifonou
- Čtení z Písma (kapitoly)
- Responsorium, ev. krátká homilie
- Benedictus s antifonou
- Přímluvy (preces) pro celý den a práci
- Otčenáš
- Závěrečná modlitba
- Žehnání
- Závěrečný versikl.